# Husa domácí
Husa domácí (Anser anser domesticus) je domestikovaná forma husy velké (Anser anser), některá plemena však vznikla domestikací husy labutí (Anser cygnoides), případně křížením obou druhů.Husy domácí poskytují mnohostranný užitek, především maso, sádlo a peří, případně trus, používaný jako hnojivo. Méně se využívají husí vejce. Husy slouží také k údržbě krajiny vypásáním, některá plemena se chovají jako okrasná nebo pro výstavy. Husy mohou sloužit také k hlídání. Některá plemena hus byla speciálně vyšlechtěna pro potlačování plevelů (americká bavlníková husa) nebo pro husí zápasy (např. bojovná husa). Na rozdíl od divokých hus, vážících nejvíce 5 kg, může domácí husa vážit až 13 kg.[zdroj?] Rozdíl je i ve způsobu rozmnožování, neboť divoké husy žijí ve stabilních párech, ale husy domácí v polygamii.

## Původ a domestikace hus
Husy byly domestikovány ve více centrech, nezávisle na sobě. Nejdříve, kolem roku 5000 př. n. l. se tak zřejmě stalo v Mezopotámii, o 2-3 tisíciletí později také v Egyptě, Číně, Řecku a zřejmě i střední Evropě. Domestikaci hus usnadňuje fakt, že si housata těsně po vylíhnutí snadno vtisknou do paměti (imprintují) člověka jako "náhradního rodiče" a všude ho pak následují.
V Číně byla výchozím druhem husa labutí, na ostatních místech husa velká. Kromě toho byly ve starověku ochočovány i jiné druhy hus, např. ve starověkém Egyptě to byly husa běločelá (Anser albifrons), berneška rudokrká (Branta ruficollis) a husice nilská (Alopochen aegyptiacus). Egypťané husy chovali pro maso, jako hlídače i okrasné ptáky. Zejména husice nilská byla chována v chrámech jako posvátný pták a nebyla konzumována. Egypťané ji zasvětili bohyni Éset. Také ve starověkém Řecku a Římě byla husa posvátným ptákem, zasvěceným bohyním Afrodítě (Venuši), Junoně a třem Charitkách (Gráciím), byla však chována i pro maso a peří. Římané jedli rádi jen husí prsa a játra, zadní část byla pokládána za vhodnou jen pro otroky. Petronius pokládal husu (kromě jater) za plebejské jídlo, nevhodné pro aristokraty. Římané husy kvůli játrům vykrmovali šiškami z mouky a medu nebo sušenými fíky. Ochočené husy Římané někdy chovali jako domácí mazlíčky, kteří svého pána doprovázeli na trh nebo do lázní. Dokládá to např. Ovidiova legenda o Filemonovi a Baukus. Římané husy využívali i jako hlídače, čemuž nasvědčuje pověst o Kapitolských husách, které ve 4. stol. př. n. l. zachránily Řím, když svým kejháním prozradily noční útok Galů. Domácí husy chovali také Keltové a Germáni, a to jak pro maso, tak i pro peří.
Ve středověku měly husy velký hospodářský význam, jako zdroj levného masa. Husa se tradičně pekla na den sv. Martina, ale také na Vánoce, její peří se používalo na písařské brky i opeření k šípům, prachovým peřím se plnily podušky. Zvlášť proslulé bylo české peří. Peří se škubalo zabitým husám, ale také živým husám a před použitím se muselo drát.
V Číně došlo ke zdomácnění husy labutí zřejmě za dynastie Šang ve 2. tis. př. n. l., odtud se rozšířila do Jihovýchodní Asie a později s arabskými obchodníky na Přední východ a do východní Afriky. V 19. století proběhly v Kanadě pokusy s domestikací bernešky velké a kolem roku 1920 v Rusku s husou běločelou, nebyly však ani v jednom případě příliš úspěšné, přestože bernešky v Kanadě představují důležitý zdroj masa.

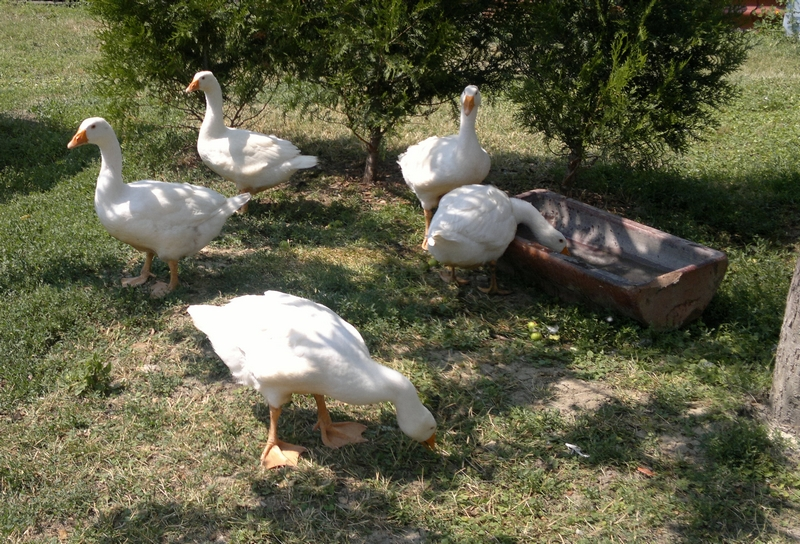
Husy

## Plemena hus
Plemena hus se tradičně dělí podle velikosti na malá (např. česká husa, shetlandská husa, faerská husa, čínská husa), střední (např. diepholtzká husa, štajnbašská bojová husa, suchovská husa, pomořanská husa) a těžká (tulúská husa, emdenská husa). Podle užitkovosti se dělí na plemena masná (většina plemen), nosná (italská nosná husa), sportovní (štajnbašská bojová husa) a okrasná (kadeřavá husa). Zbarvení domácích hus je nejčastěji divoké nebo bílé, vzácně strakaté, u některých plemen existuje více barevných variant, výjimkou je pohlavní dimorfismus ve zbarvení, např. u shetlandské husy.

## Chov a užitek

### Chov
Husy se v minulosti chovaly extenzívním způsobem, od jara do podzimu se pásly ve velkých hejnech na lukách, pásly je většinou děti. Později se rozvinul i intenzívní chov. Velkochovy hus existují např. ve Francii, v Maďarsku nebo v Číně, v České republice nemá v současné době chov hus příliš velký význam a je provozován spíše drobnými chovateli, ještě kolem roku 1990 však bylo husí peří naším významným vývozním artiklem.
Husy se většinou chovají ve výbězích s chlévky, méně často v halách nebo na rybnících, podobně jako kachny. Za účelem výkrmu se husy zavírají do omezeného prostoru (posady) a někdy jsou vykrmovány násilím (nacpávány šiškami), vzhledem k požadavkům na ochranu zvířat proti týrání je však tento způsob výkrmu v posledních dvaceti letech omezován. Vykrmené husy mají následkem tukové degenerace mnoho sádla a silně zbytnělá, téměř nefunkční, ale jako jídlo některými oblíbená játra, zvaná foie gras. Hmotnost vykrmených hus může dosáhnout až 15 kg.
Většina plemen hus si udržela hnízdní pud a jsou schopny odchovat housata, u některých plemen však hnízdní pud vymizel a housata je nutné odchovávat uměle nebo pomocí pěstounky.

### Nemoci hus
Husy jsou odolné proti většině chorob, housata však někdy trpí salmonelózou, kokcidiózou, aspergilózou (zaplísněním dýchacích cest) nebo různými parazity, jako jsou vrtejši či hlístice srostlice trvalá.
Typickým onemocněním, které se vyskytuje u housat a mladých pižmovek je virová Derzsyho choroba, napadající játra a zažívací orgány. Pokud ji housata přežijí, stávají se proti ní imunní. Je možné proti ní housata také naočkovat.

### Užitek a husí produkty
Husí maso je chutné a poměrně tučné, má tmavší barvu než maso ostatní drůbeže. Játra a sádlo patří mezi vyhlášené pochoutky. Ve Francii se z nich připravují zejména lahůdkové paštiky. Husí vejce se v Evropě požívají málokdy, nanejvýš do těsta, vyrábějí se z nich však kraslice. Husí peří je pružné a má vynikající izolační vlastnosti, kromě peří kajky mořské patří vůbec k nejkvalitnějším druhům péřových materiálů. Používá se jako náplň peřin a polštářů, v současné době se však z ekonomických důvodů často nahrazuje méně kvalitním kachním či slepičím peřím.
Husy byly používány také k zápasům houserů, zvláště v Rusku a Německu. Pro tento účel byla vyšlechtěna např. ruská husa nebo německá štajnbašská husa. Zápasy byly méně krvavé než zápasy kohoutů, přesto jsou dnes ve většině evropských zemí (včetně Česka) zakázány. Houseři spolu zápasí zobáky i křídly.
Husy se hodí také k odstraňování plevelů, zejména při pěstování rostlin, které jsou pro husy nechutné, což je např. bavlník či tabák. Na vypletí 10 hektarů pole je třeba cca 25 hus.
Husy se používají jako hlídači. Staří Egypťané pokládali husici nilskou za lepšího hlídače než psa. Všeobecně známa je rovněž pověst o kapitolských husách, které ve 3. stol. př. n. l. prozradily noční útok Galů na Řím. Dosud se tak děje např. ve Francii. Britská armáda za druhé světové války používala husy jako hlídače za bojů proti Japoncům v Jihovýchodní Asii. Do roku 2012 se husy používaly k hlídání také v palírně whisky značky Ballantine's ve skotském Dumbartonu.